# 艾達爾河
艾達爾河（羅馬化：Aidar）是俄羅斯和烏克蘭的河流，屬於北頓涅茨河的左支流，河道全長264公里，流域面積7,420平方公里，發源自中俄羅斯高地，每年十二月至翌年三月結冰。